# استئارین
استئارین (به انگلیسی: Stearin) با فرمول شیمیایی C57H110O6 یک ترکیب شیمیایی با شناسه پاب‌کم ۱۱۱۴۶ است. که جرم مولی آن 891.48 g/mol می‌باشد. شکل ظاهری این ترکیب، پودر سفید است. این چربی فقط دارای پیوند یگانه می‌باشد و در کوهان شتر به وفور یافت می‌شود.